# Igreja católica no Japão
A Igreja Católica no Japão é parte da Igreja Católica universal, em comunhão com a liderança espiritual do Papa, em Roma, e da Santa Sé. O catolicismo apostólico romano, introduzido no Japão em 1549 por Francisco Xavier, é uma religião minoritária no país, representando cerca de 0,34% da população. Apesar de sua pequena proporção, a Igreja Católica exerce influência significativa em áreas como educação, assistência social e cultura, especialmente em regiões como Nagasaki, onde a presença histórica de católicos é marcante devido aos Kirishitan e Kakure Kirishitan (cristãos escondidos).

## História
O catolicismo chegou ao Japão em 1549, trazido pelo missionário jesuíta Francisco Xavier, que desembarcou em Kagoshima. Durante o período Sengoku, a fé católica ganhou adeptos, incluindo Kirishitan e senhores feudais cristãos, como Ōtomo Sōrin e Takayama Ukon. No entanto, a partir de 1587, o cristianismo foi proibido por Toyotomi Hideyoshi, e a perseguição intensificou-se no período Edo, resultando em martírios, como os Vinte e Seis Mártires do Japão em Nagasaki (1597) e execuções em Edo (1612 e 1623).
Durante o isolamento do Japão (sakoku), a fé sobreviveu clandestinamente entre os Kakure Kirishitan, especialmente em Nagasaki e nas ilhas remotas, como Gotō Rettō. Em 1865, a redescoberta de cristãos na Ōura Tenshudō marcou o renascimento do catolicismo. A revogação do banimento do cristianismo em 1873 pelo governo Meiji permitiu a retomada das missões, lideradas por ordens como a Sociedade para as Missões Estrangeiras de Paris.
No século XX, a Igreja enfrentou desafios, como a destruição de igrejas durante a Segunda Guerra Mundial (ex.: Catedral de Urakami em Nagasaki) e a reconstrução pós-guerra. A visita do Papa João Paulo II em 1981 e a canonização de mártires japoneses fortaleceram a presença católica. Hoje, a Igreja mantém um papel ativo em educação, saúde e diálogo inter-religioso.

## Estatísticas
De acordo com o relatório anual da Conferência dos Bispos Católicos do Japão (2019), a Igreja Católica no Japão contava com:
- População católica: 437.607 (0,34% da população total, excluindo clérigos, religiosos e seminaristas: 431.070 leigos).
- Paróquias: 961.
- Sacerdotes: 1.372 (diocesanos e religiosos).
- Diáconos: 37.
- Seminaristas: 537.
- Religiosos: 746.
- Religiosas: 891.
- Instituições: 41 centros médicos, 639 instalações de assistência social e 833 instituições educacionais (incluindo escolas missionárias).

Embora a proporção de católicos seja pequena, regiões como Nagasaki destacam-se, com 4,37% da população sendo católica, devido à herança dos Kakure Kirishitan. Comunidades como Kuroshima (80% de católicos), Hirado (10%+) e Gotō Rettō (14,6%, com 25% em Shinkamigoto) têm altas taxas de fiéis. Apesar da redução absoluta no número de fiéis, a proporção permanece estável devido à diminuição da população japonesa.

## Organização Eclesiástica
A Igreja Católica no Japão é organizada em 15 dioceses, incluindo três arquidioceses metropolitanas (Tóquio, Osaka-Takamatsu e Nagasaki), que lideram províncias eclesiásticas com dioceses sufragâneas. Cada diocese é nomeada pela cidade onde está a catedral (não pela prefeitura) e possui personalidade jurídica sob a lei de corporações religiosas japonesa. A Conferência dos Bispos Católicos do Japão coordena as atividades nacionais, reunindo bispos, bispos auxiliares e coadjutores.

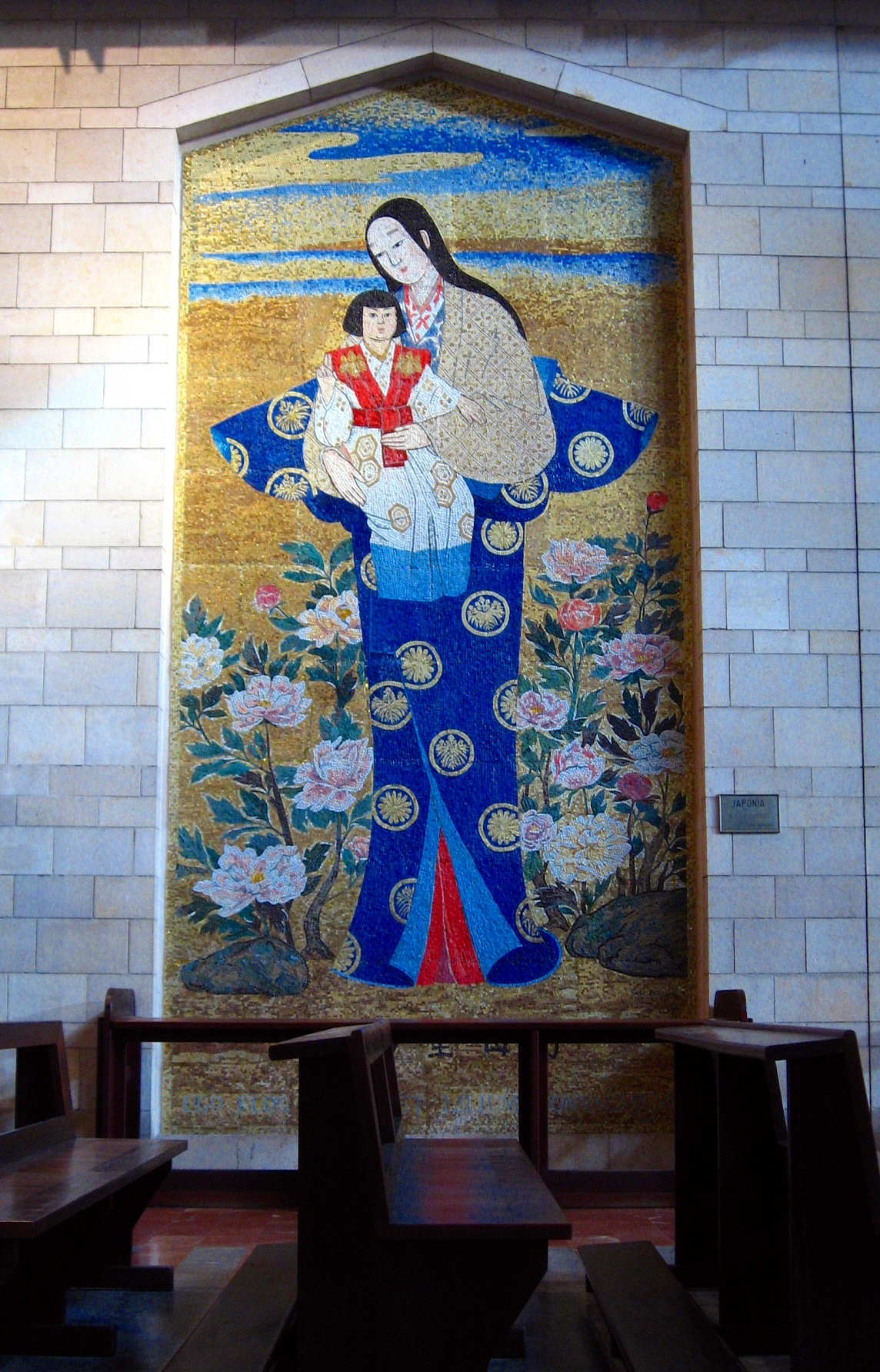
Mosaico japonês de Maria e Jesus, na Igreja da Anunciação, em Nazaré (presente dos católicos japoneses à Igreja).

### Dioceses e Arquidioceses
A tabela a seguir lista as dioceses, suas catedrais, bispos (em 2022), jurisdições, paróquias e número de fiéis (2017):
| Província Eclesiástica | Diocese                         | Catedral                                         | Bispo | Jurisdição                                               | Paróquias | Fiéis  |
| ---------------------- | ------------------------------- | ------------------------------------------------ | --- | -------------------------------------------------------- | --------- | ------ |
| Tóquio                 | Arquidiocese de Tóquio          | Catedral Santa Maria (Sekiguchi)                 | Tarcisius Isao Cardeal Kikuchi ・(Bispo Auxiliar: Andrea Lembo) ・(Bispo Emérito: Paul Kazuhiro Mori) ・(Bispo Emérito: James Kazuo Koda)        | Tóquio e Chiba                                           | 76        | 95.484 |
| Tóquio                 | Diocese de Sapporo              | Igreja Kitaichijo                                | Bernard Taiji Katsuya | Hokkaido                                                 | 57        | 16.091 |
| Tóquio                 | Diocese de Sendai               | Igreja Mototerakoji                              | Edgar Gacutan ・(Bispo Emérito: Martin Tetsuo Hiraga)                                                                                            | Aomori, Iwate, Miyagi e Fukushima                        | 52        | 9.728  |
| Tóquio                 | Diocese de Niigata              | Catedral de Niigata                              | Paul Daisuke Narui | Akita, Yamagata e Niigata                                | 30        | 7.259  |
| Tóquio                 | Diocese de Saitama              | Igreja Urawa                                     | Mario Michiaki Yamanouchi ・(Bispo Emérito: Marcelino Daiji Tani)                                                                                | Saitama, Ibaraki, Tochigi e Gunma                        | 54        | 21.376 |
| Tóquio                 | Diocese de Yokohama             | Catedral do Sagrado Coração (Yamate)             | Rafael Masahiro Umemura | Kanagawa, Shizuoka, Yamanashi e Nagano                   | 77        | 54.815 |
| Osaka-Takamatsu        | Arquidiocese de Osaka-Takamatsu | Catedral de Santa Maria (Tamatsukuri)            | Thomas Aquinas Cardeal Maeda ・(Bispo Auxiliar: Paul Toshihiro Sakai) ・(Arcebispo Emérito: Leo Jun Ikenaga) ・(Bispo Emérito: John Eijiro Suwa) | Osaka, Wakayama, Hyogo, Kagawa, Tokushima, Ehime e Kochi | 102       | 53.524 |
| Osaka-Takamatsu        | Diocese de Nagoya               | Catedral de São Pedro e São Paulo (Nunoike)      | Michael Goro Matsuura ・(Bispo Emérito: Augustinus Junichi Nomura)                                                                               | Aichi, Gifu, Toyama, Ishikawa e Fukui                    | 48        | 26.937 |
| Osaka-Takamatsu        | Diocese de Kyoto                | Catedral de São Francisco Xavier (Kawaramachi)   | Paul Yoshinao Otsuka | Kyoto, Shiga, Mie e Nara                                 | 46        | 17.869 |
| Osaka-Takamatsu        | Diocese de Hiroshima            | Catedral da Assunção de Maria (Noboricho)        | Alexis Mitsuru Shirahama | Hiroshima, Okayama, Tottori, Shimane e Yamaguchi         | 41        | 20.675 |
| Nagasaki               | Arquidiocese de Nagasaki        | Catedral da Imaculada Conceição (Urakami)        | Peter Mitsuaki Nakamura ・(Arcebispo Emérito: Joseph Mitsuaki Takami)                                                                            | Nagasaki                                                 | 72        | 60.362 |
| Nagasaki               | Diocese de Fukuoka              | Catedral de Nossa Senhora da Vitória (Daimyocho) | Josep Maria Abella Batlle | Fukuoka, Saga e Kumamoto                                 | 55        | 29.075 |
| Nagasaki               | Diocese de Oita                 | Catedral de Oita                                 | Sulpicius Shinzo Moriyama ・(Bispo Emérito: Peter Takaaki Hirayama)                                                                              | Oita e Miyazaki                                          | 26        | 5.701  |
| Nagasaki               | Diocese de Kagoshima            | Catedral de São Francisco Xavier (Xavier)        | Francis Xavier Hiroaki Nakano ・(Bispo Emérito: Paul Kenjiro Koriyama)                                                                           | Kagoshima                                                | 29        | 9.187  |
| Nagasaki               | Diocese de Naha                 | Igreja Kainanshima                               | Wayne Francis Berndt ・(Bispo Emérito: Berard Toshio Oshikawa)                                                                                   | Okinawa                                                  | 13        | 6.104  |

### Evolução das Dioceses
A organização eclesiástica do Japão passou por várias mudanças desde o século XIX:
- 1846: Criação do Vicariato Apostólico do Japão, confiado à Sociedade para as Missões Estrangeiras de Paris.
- 1876: Divisão em Vicariatos do Norte (Tóquio) e do Sul (Nagasaki).
- 1891: Elevação do Vicariato do Norte à Arquidiocese de Tóquio e criação da Diocese de Hakodate (atual Diocese de Sendai).
- 1937: Criação da Diocese de Yokohama, separada de Tóquio.
- 1959: Elevação de Nagasaki a arquidiocese.
- 2023: Integração das dioceses de Osaka e Takamatsu, formando a Arquidiocese de Osaka-Takamatsu.

## Ordens Religiosas
A Igreja Católica no Japão conta com 891 comunidades religiosas, incluindo ordens masculinas e femininas, que operam escolas, hospitais e instituições de caridade.

### Ordens Masculinas
- Companhia de Jesus (opera Universidade Sophia, Colégio Eiko e Colégio Rokko).
- Ordem dos Frades Menores Conventuais (administra Colégio Nígawa e Escola Madre do Cavaleiro).
- Missionários do Verbo Divino (gere Universidade Nanzan).
- Ordem de São Viator (administra Colégio Rakusei).
- Ordem de Cister da Estrita Observância (Trapistas).
- Ordem dos Frades Menores.
- Congregação de Maria (opera Colégio Gyosei e Colégio Seiko).
- Irmãos das Escolas Cristãs (gere Colégio La Salle em Kagoshima e Hakodate).
- Congregação do Santíssimo Redentor.
- Congregação dos Irmãos da Instrução Cristã (administra Colégio Seiko em Yokohama).
- Salesianos de Dom Bosco (opera Colégio Salesiano e Colégio Seiko Osaka).

### Ordens Femininas
- Irmãs de São Paulo de Chartres (gere Colégio Shirayuri).
- Sociedade do Sagrado Coração (opera Universidade do Sagrado Coração e Escola Internacional do Sagrado Coração).
- Irmãs do Menino Jesus (administra Colégio Futaba e Escola Internacional Saint Maur).
- Irmãs da Virgem Maria do Imaculado Coração de Nagasaki (gere Universidade Junshin de Tóquio).
- Irmãs da Caridade de Nevers (opera Colégio da Virgem Maria).
- Irmãs Missionárias de São Domingos (administra Universidade Santa Catarina e Colégio Santa Catarina).

## Personalidades Notáveis
A Igreja Católica no Japão inclui fiéis de diversas áreas, muitos dos quais com contribuições significativas na cultura, política e sociedade. A lista a seguir inclui nomes com fontes verificáveis indicando sua fé católica:
- Akiko Agui (atriz)[15]
- Agnes Chan (cantora)[16]
- Taro Aso (ex-primeiro-ministro)
- Sadako Ogata (ex-alta comissária da ONU para refugiados)[17]
- Shusaku Endo (escritor)
- Takayoshi Kato (ex-ministro da educação)
- Yoshio Kojima (ex-presidente da Fuji Xerox)[18]
- Takashi Nagai (médico, sobrevivente de Nagasaki)
- Kenzo Tange (arquiteto, projetou a Catedral Santa Maria (Tóquio))[19]
- Shigeru Yoshida (ex-primeiro-ministro)

## História
O Japão em 2019 contava com 536 mil batizados, o equivalente a cerca de 0,42% da população, de maioria xintoísta e budista. A estes somam-se os cerca de 600 mil fiéis imigrantes residentes para trabalhar. As comunidades católicas estão concentradas em uma área homogênea compreendida entre a Ilha de Hirado, o arquipélago de Goto e a cidade de Nagasaki. A Arquidiocese de Tóquio ainda detém o primado no número de fiéis, seguida por Nagasaki, Yokoama e Osaka. 
No país há 16 Circunscrições Eclesiásticas, 859 paróquias, 102 centros pastorais, 29 bispos, 511 sacerdotes diocesanos, 896 sacerdotes religiosos, 20 diáconos permanentes, 173 religiosos não sacerdotes, 4.976 religiosas professas, 174 membros de Institutos seculares, 5 missionários leigos, 1.307 catequistas, 80 seminaristas maiores, 815 centros de educação, atendendo a 204.335 estudantes, além de 606 centros caritativos e sociais.
Os bispos das dioceses formam a Conferência de Bispos Católicos do Japão, a conferência episcopal da nação.  O atual Núncio Apostólico no Japão é o Arcebispo de origem Indiana Joseph Chennoth. O Arcebispo Chennoth é o embaixador da Santa Sé para o Japão, bem como seu delegado para as igrejas locais. O Papa João Paulo II visitou o país em fevereiro de 1981 e o Papa Francisco em novembro 2019 quando visitou as cidades de Nagasaki e Hiroshima, conhecidas pelos dois bombardeios atômicos de 1945 . 

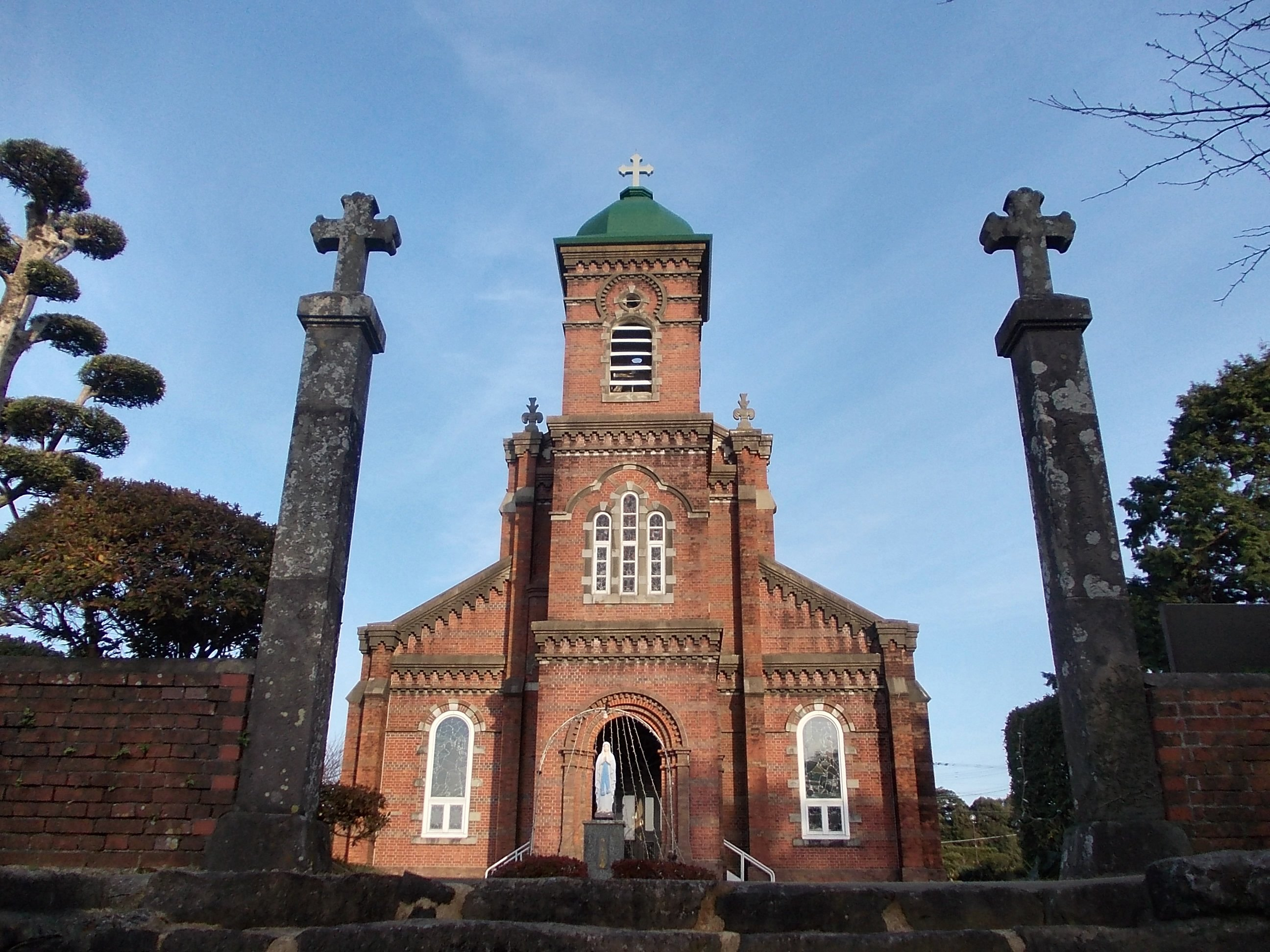
Igreja Católica em Tabira, Província de Nagasaki, Japão

Os portugueses estão entre os primeiros europeus a entreitar relacionamentos com o Japão no sec. XVI, mais precisamente em 1543, depois que uma tempestade fez um navio chinês com comerciantes atracar na Ilha de Tanegashima, na província de Kagoshima (sul do Japão). 
Pouco tempo depois, se iniciou a evangelização católica do Japão, mais especificamente em 15 de agosto de 1549, dia em que o jesuíta espanhol Francisco Xavier desembarcou no arquipélago proveniente da península da Malásia.
Os católicos fundaram a cidade de Nagasaki, considerado após sua fundação o centro cristão mais importante do longínquo oriente. Desta experiência de evangelização surgiram os 26 mártires e Santos Japoneses da Igreja Católica, (20 cristãos japoneses nativos e seis padres estrangeiros) os quais foram crucificados e mortos em 5 de fevereiro de 1597 em Nagasaki por não desistirem da sua fé. 
Em 1587,  Hideyoshi, senhor feudal e samurai, um dos responsáveis pela unificação do Japão, baniu os missionários cristãos de Quiuxu, tanto para exercer um maior controle sobre outros senhores feudais que haviam se convertido ao cristianismo (Daimyōs Kirishitanos) como para proibir o tráfico de pessoas.  Naquela época, pelo menos 50.000 japoneses foram vendidos no exterior como escravos, principalmente por comerciantes portugueses.
Os senhores feudais se convertiam não apenas pelo aspecto religioso. Eles estavam interessados nas importações de produtos militares trazidos pelos portugueses, especialmente materiais para fazer pólvora", como destaca a pesquisadora japonesa, Mihoko Oka, professora da Universidade de Tóquio.
O Historiador Japonês Daimon Watanabe, destaca que Hideyoshi ao testemunhar pessoalmente escravos japoneses sendo levados em navios mercantes portugueses,  teve uma discussão com Gaspar Coelho (vice-provincial dos Jesuítas no Japão) sobre o tratamento dispensado aos escravos japoneses. Coelho disse que era errado porque os japoneses os vendiam, e que se ele realmente quisesse impedir, deveria simplesmente proibi-la, em outras palavras, na interpretação de Historiadores contemporâneos japoneses, os missionários argumentaram que o tráfico de seres humanos era um problema insolúvel e irrelevante.
Em 1614, o Cristianismo foi banido do país. Missionários estrangeiros foram expulsos, e os que se recusaram foram presos, mortos ou forçados a abrir mão da religião. Cerca de 2 mil pessoas morreram como mártires, por se recusarem a abrir mão da fé. Muitos cristãos japoneses viveram sua fé em segredo por sete gerações, os quais ficaram conhecidos como Kakure Kirishitan, ou cristãos escondidos. 
No processo de expansão colonial portuguesa e de outras nações europeias, interesses religiosos,  políticos, econômicos e comerciais se misturavam de forma indistinta e essa foi a interpretação das elites políticas japonesas, que ao banirem os portugueses e buscarem diminuir a sua influência cultural puniram os japoneses que haviam se identificado com a fé cristã como preconizada pela igreja católica portuguesa.  
O estudioso japonês Ebisawa Arimichi que analisou o assunto do cristianismo no Japão dentro de seus próprios contextos históricos, ao invés de dentro da estrutura da história missionária da igreja, explorou o impacto dos europeus do sul na modernização do Japão. De acordo com Ebisawa, os jesuítas introduziram as ciências modernas no Japão; como o conhecimento avançado sobre astronomia e outros campos. A importação de tais ideias ajudou os japoneses a cultivar metodologias científicas objetivas. Ebisawa concluiu que a introdução do catolicismo pelos jesuítas instigou conflitos dentro da sociedade japonesa e traçou a relação mutável entre o cristianismo e o budismo, o xintoísmo e o confucionismo, à medida que seu significado no Japão mudou ao longo dos anos. 
Na década de 1960, uma nova fase na compreensão deste período surgiu com a abertura do Archivum Romanum Societatis Iesu (ARSI) para acadêmicos japoneses. Entre estes o historiador Japonês, Gonoi Takashi, ao explorar vários manuscritos da ARSI conseguiu esclarecer as estratégias políticas e administrativas da missão católica jesuíta no Japão. De acordo com Gonoi, alguns jesuítas, apesar da oposição de outros, buscaram arranjar ajuda militar para as invasões da Coreia de Toyotomi Hideyoshi e esperavam que tais conflitos se prolongassem para que ele continuasse a precisar dos exércitos dos daimyōs cristãos. Ou seja, os documentos produzidos pelos próprios jesuítas católicos dão margem para denotar que sua atuação em território japonês não se restringia a um proselitismo missionário religioso, e se associou inexoravelmente a interesses políticos e econômicos tanto dos japoneses quanto dos portugueses.  
Após o banimento, foram duzentos anos sem sacerdotes, mas os católicos japoneses continuaram praticando em segredo o batismo, o qual era realizado pelos pais os quais davam nomes portugueses secretos, como Paulo, Mario e Isabela. Eles celebravam o Natal, a Páscoa.  Somente no século XIX passou-se a ter liberdade de culto.  

## A presença da Igreja japonesa na esfera social
Como em outras realidades asiáticas, a influência da comunidade católica vai além de seus números muito pequenos. São sobretudo as instituições educacionais da Igreja - incluindo a prestigiosa Universidade Sophia de Tóquio  que fizeram com que o catolicismo, após séculos de perseguição, seja hoje uma realidade respeitada no País do Sol Nascente, especialmente nos ambientes mais urbanizados e instruídos. As escolas católicas são de fato frequentadas principalmente por estudantes não batizados, aos quais é dada a possibilidade de se familiarizar com a cultura cristã. 
Outro fator importante que contribuiu para a boa imagem da Igreja no Japão é o trabalho de muitas obras de caridade católicas presentes no país. Além de numerosas estruturas de saúde, a Igreja administra casas para idosos, centros para desabrigados e outros serviços sociais, sobretudo nas áreas mais abandonadas nas periferias das grandes metrópoles.

Catedral da Oura em Nagasaki

## Questões Atuais
O sacerdote salesiano Evaristo Higa, brasileiro descendente de japoneses, que morou no Japão por 23 anos e se dedicou, além da evangelização, a projetos sociais na cidade com a maior concentração de brasileiros no país, Hamamatsu, em entrevista ao jornal católico brasileiro Canção Nova, expõe que uma grande preocupação da Igreja no Japão é a diminuição do número de católicos. 
A maioria dos fiéis é idosa, tem a preocupação de manter a fé por uma tradição, existindo uma cultura de preservação da fé e não de evangelização. Em relação à juventude, apesar de haver muitos colégios católicos no Japão, esses são escolhidos pela qualidade de ensino e não pela fé católica. As vocações vem especialmente de outros países, como o Vietnã e as Filipinas.
Nos salesianos, por exemplo, aproximadamente 99% dos alunos são budistas. As aulas de religião são de cultura religiosa, estuda-se o cristianismo como história. Segundo padre Higa, tanto a imperatriz como a princesa estudaram em colégios católicos, apesar disso não ser falado abertamente por lá. Escolhe-se o colégio católico apenas pelo bom nível educacional.

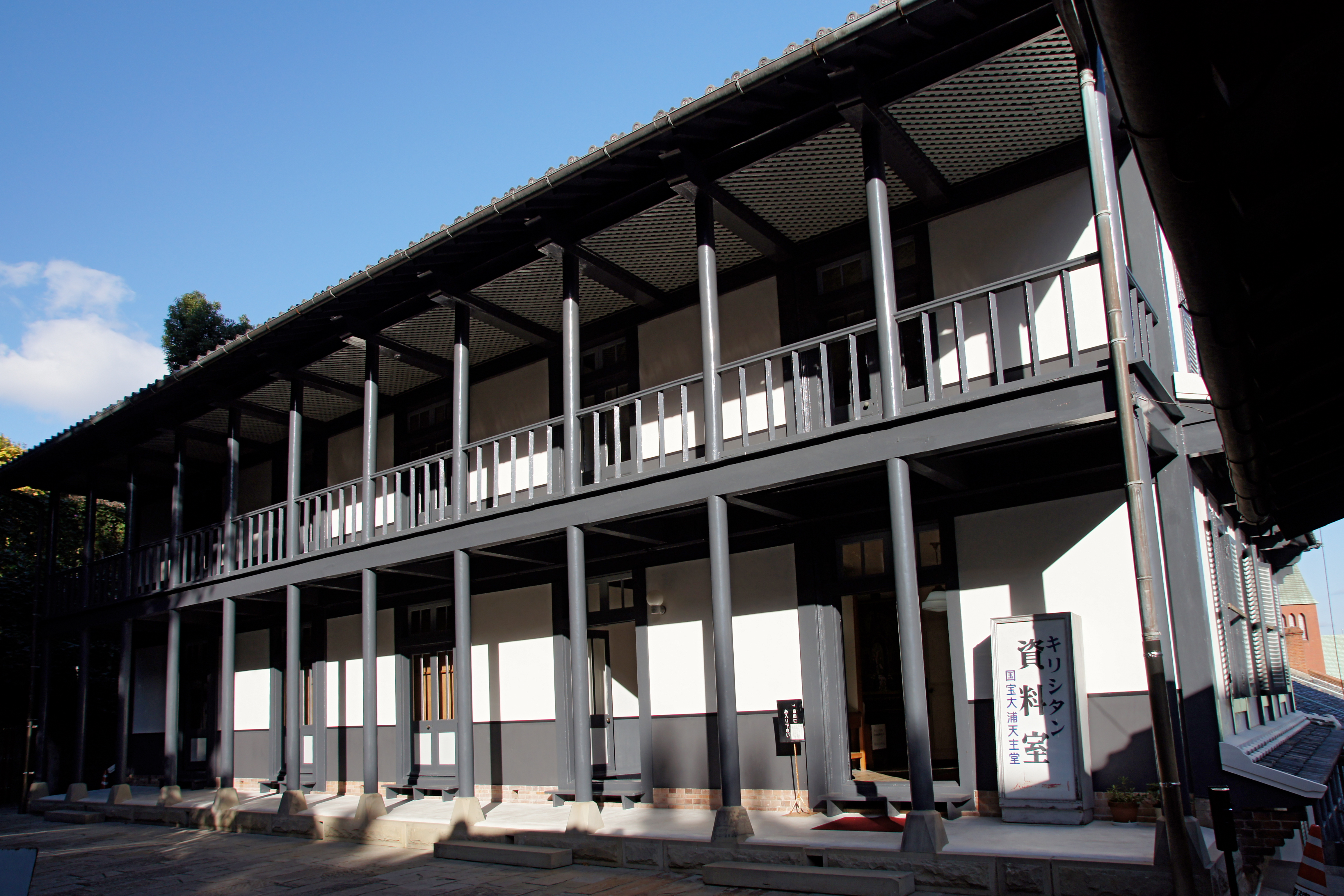
Seminário Católico de 1875 em Nagasaki